# 亀田本町 (新潟市)
亀田本町（かめだほんちょう）は、新潟県新潟市江南区の町字。現行行政地名は亀田本町一丁目から亀田本町四丁目。住居表示実施済み区域。郵便番号は950-0164。

## 概要
1970年（昭和45年）から現在までの町名。もとは亀田町亀田と船戸山の一部で、1丁目から4丁目がある。

### 隣接する町字
北から東回り順に、以下の町字と隣接する。
- 東本町
- 亀田新明町
- 元町
- 船戸山
- 西町

## 歴史
- 1970年（昭和45年） : 亀田から「本町」として分立。
- 2005年（平成17年）3月21日 : 合併により新潟市の町丁となり、亀田本町に改称する。
- 2007年（平成19年）4月1日 : 新潟市の政令指定都市移行により、江南区の町丁となる。

## 世帯数と人口
2018年（平成30年）1月31日現在の世帯数と人口は以下の通りである。
| 丁目           | 世帯数  | 人口  |
| -------------- | ------- | ----- |
| 亀田本町一丁目 | 122世帯 | 266人 |
| 亀田本町二丁目 | 91世帯  | 206人 |
| 亀田本町三丁目 | 68世帯  | 136人 |
| 亀田本町四丁目 | 67世帯  | 159人 |
| 計             | 348世帯 | 767人 |

## 小・中学校の学区
市立小・中学校に通う場合、学区は以下の通りとなる。
| 丁目           | 番地 | 小学校               | 中学校               |
| -------------- | --- | -------------------- | -------------------- |
| 亀田本町一丁目 | 1番16号・20〜21号 1番24〜25号、2番 3番4号・20号・23号 3番25〜26号、28～31号 4番、5番5号・8号・11号 5番14〜15号・32〜33号 5番35号・49号・52号 5番54号・57号・60〜61号 5番65号・67〜68号・75号 | 新潟市立亀田西小学校 | 新潟市立亀田西中学校 |
| 亀田本町一丁目 | 1番8～10号 3番7号・10号・12号 5番12号・18〜19号 5番26号・28号 | 新潟市立亀田小学校   | 新潟市立亀田中学校   |
| 亀田本町二丁目 | 全域 | 新潟市立亀田小学校   | 新潟市立亀田中学校   |
| 亀田本町三丁目 | 全域 | 新潟市立亀田小学校   | 新潟市立亀田中学校   |
| 亀田本町四丁目 | 全域 | 新潟市立亀田小学校   | 新潟市立亀田中学校   |

## 主な企業・施設
- 第四北越銀行 亀田支店

## 交通
- 新潟県道5号新潟新津線